# Davidit

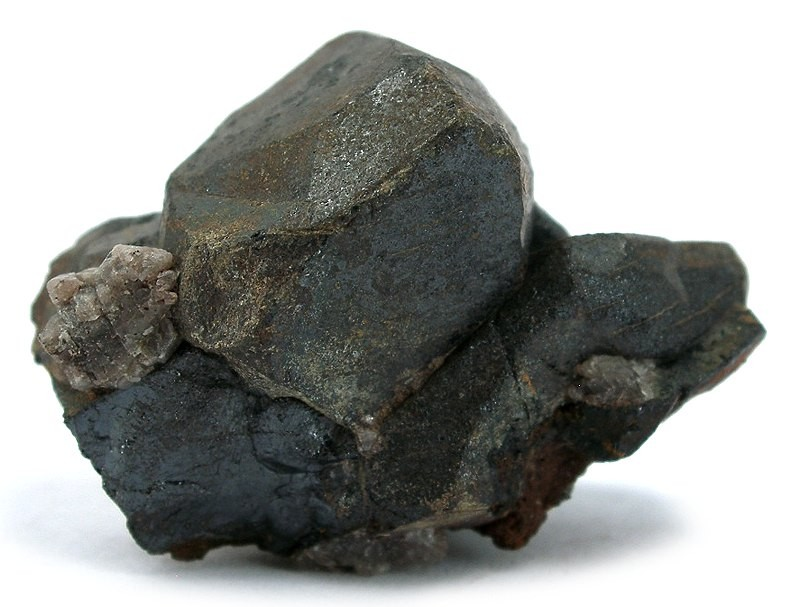
Davidit-Stufe vom Luswishi River südöstlich von Solwezi, Provinz Copperbelt, Sambia

Davidit ist die Sammelbezeichnung für ein nicht näher bestimmtes Mineral einer Mischkristall-Reihe aus der Mineralklasse der „Oxide und Hydroxide“ mit den Endgliedern und der Endgliedformel
- Davidit-(Ce) – Ce(Y,U)Fe2(Ti,Fe,Cr,V)18(O,OH,F)38[1]
- Davidit-(La) – La(Y,U)Fe2(Ti,Fe,Cr,V)18(O,OH,F)38[1]

Die in den runden Klammern angegebenen Elemente Yttrium und Uran; Titan, Eisen, Chrom und Vanadium sowie Sauerstoff, Hydroxidion und Fluor können sich in der Formel jeweils gegenseitig vertreten (Substitution, Diadochie), stehen jedoch immer im selben Mengenverhältnis zu den anderen Bestandteilen der Minerale.
Davidit-(Ce) und Davidit-(La) kristallisieren im trigonalen Kristallsystem und entwickeln meist gut ausgebildete, allerdings rohe Kristallformen bis etwa 30 cm Größe mit kubischem oder pyramidalem Habitus und einem glasähnlichen Glanz auf den Oberflächen. Meist finden sie sich allerdings nur in Form von undurchsichtigen und körnigen bis massigen Mineral-Aggregaten von dunkelgrauer bis schwarzer Farbe. Rötliche und bräunliche Farben werden durch teilweise verwitterte und/oder oxidierte Oberflächen erzeugt. Die Strichfarbe bei Daviditen ist allerdings immer schwarz.

## Etymologie und Geschichte
Erstmals entdeckt wurde der noch als Einzelmineral betrachtete Davidit das Bergwerk Radium Hill etwa 40 km südöstlich von Olary in South Australia (Südaustralien). Die Erstbeschreibung erfolgte 1906 durch Douglas Mawson (1882–1958), der das Mineral nach dem australischen Geologen Tannatt William Edgeworth David (1858–1934) benannte.
Spätere Analysen zeigten jedoch, dass es sich bei Davidit um eine Mischreihe handelt. Das Mineral mit dem überwiegenden Lanthananteil wurde daher 1987 in Davidit-(La) umbenannt (IMA-Kennung: 1987 s.p.). Das jetzt als Davidit-(Ce) bezeichnete Mineral wurde 1966 von A. A. Levinson beschrieben.
Ein weiteres, als Yttrodavidit beschriebenes und teilweise auch als Davidit-(Y) bezeichnetes Mineral mit der Typlokalität Wischnjowye-Berge (russisch Вишнёвые горы) in der russischen Oblast Tscheljabinsk (Ural) ist dagegen tatsächlich ein Y-haltiger Davidit-(La) und damit nur eine Varietät. Inzwischen gilt Davidit-(Y) als Synonym für das 2001 entdeckte und nach Anerkennung durch die IMA in der von Paolo Orlandi, Marco Pasero, Nicola Rotiroti, Filippo Olmi, Francesco Demartin und Yves Moëlo 2004 publizierten Erstbeschreibung als Gramaccioliit-(Y) bezeichnete Mineral.

## Klassifikation
In der veralteten 8. Auflage der Mineralsystematik nach Strunz gehörte der noch als ein Mineral betrachtete Davidit zur Mineralklasse der „Oxide und Hydroxide“ und dort zur Abteilung „M2O3- und verwandte Verbindungen“, wo er zusammen mit Crichtonit (auch Mohsit) als Namensgeber die „Davidit-Crichtonit-Reihe“ mit der System-Nr. IV/C.06 und den weiteren Mitgliedern Landauit und Senait bildete.
Im zuletzt 2018 überarbeiteten und aktualisierten Lapis-Mineralienverzeichnis nach Stefan Weiß, das sich aus Rücksicht auf private Sammler und institutionelle Sammlungen noch nach dieser alten Form der Systematik von Karl Hugo Strunz richtet, erhielt Davidit-(Ce) die System- und Mineral-Nr. IV/C.09-90, Davidit-(La) die Nr. IV/C.09-80 und der hier als zweifelhaft angesehene Davidit-(Y) die Nr. IV/C.09-70. In der „Lapis-Systematik“ entspricht dies der Abteilung „Oxide mit [dem Stoffmengen]Verhältnis Metall : Sauerstoff = 2 : 3 (M2O3 & Verwandte)“, wo die Davidite zusammen mit Almeidait, Cleusonit, Crichtonit, Dessauit-(Y), Gramaccioliit-(Y), Landauit, Lindsleyit, Loveringit, Mapiquiroit, Mathiasit, Mianningit, Paseroit und Senait die „Crichtonit-Gruppe“ (IV/C.09) bildet.
Die seit 2001 gültige und von der International Mineralogical Association (IMA) bis 2009 aktualisierte 9. Auflage der Strunz’schen Mineralsystematik ordnet die Davidite in die etwas weiter gefasste Abteilung der „Oxide mit dem Stoffmengenverhältnis Metall : Sauerstoff = 2 : 3, 3 : 5 und vergleichbare“ ein. Diese ist allerdings weiter unterteilt nach der relativen Größe der beteiligten Kationen, so dass das Mineral entsprechend seiner Zusammensetzung in der Unterabteilung „Mit großen und mittelgroßen Kationen“ zu finden ist, wo sie ebenfalls zusammen mit Cleusonit, Crichtonit, Dessauit-(Y), Gramaccioliit-(Y), Landauit, Lindsleyit, Loveringit, Mathiasit und Senait die „Crichtonitgruppe“ mit der System-Nr. 4.CC.40 bildet.
Auch die vorwiegend im englischen Sprachraum gebräuchliche Systematik der Minerale nach Dana ordnet die Davidite in die Klasse der „Oxide und Hydroxide“ und dort in die Abteilung der „Mehrfachen Oxide mit Nb, Ta und Ti“ ein. Hier ist er zusammen mit Cleusonit, Crichtonit, Dessauit, Landauit, Lindsleyit, Loveringit, Mathiasit und Senait in der „Crichtonitgruppe (ABC18T2O38)“ mit der System-Nr. 08.05.01 innerhalb der Unterabteilung der „Mehrfachen Oxide mit Nb, Ta und Ti“ zu finden.

## Kristallstruktur
Alle Davidite kristallisieren trigonal in der Raumgruppe R3 (Raumgruppen-Nr. 148) mit jeweils 3 Formeleinheiten pro Elementarzelle, allerdings mit jeweils leicht unterschiedlichen Gitterparametern:
- Davidit-(Ce): a = 10,28 Å und c = 20,81 Å[7]
- Davidit-(La): a = 10,38 Å und c = 20,91 Å[7]

## Eigenschaften

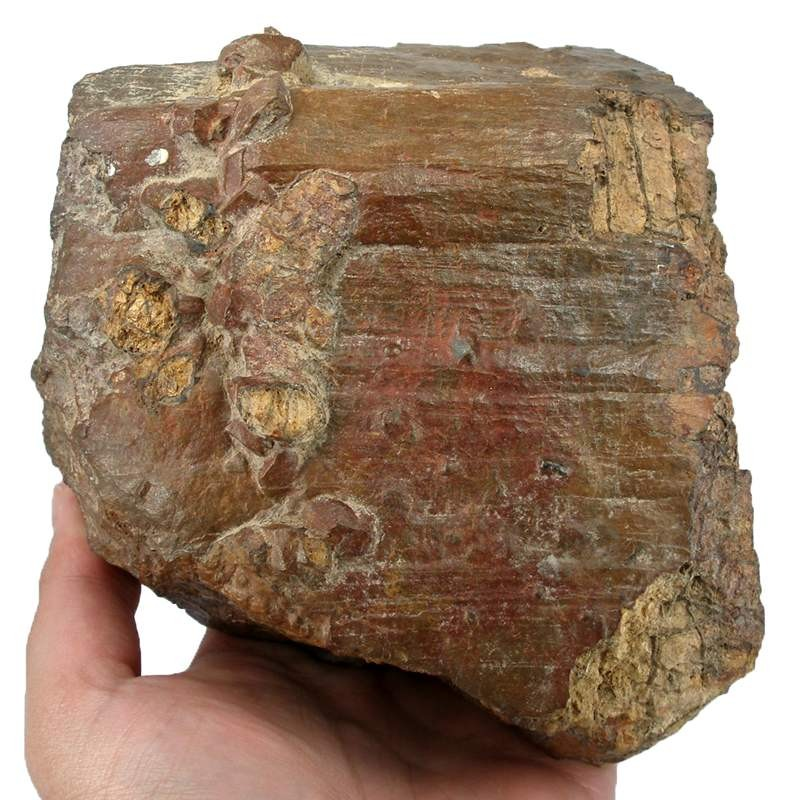
Bräunlich oxidierter Daviditbrocken vom Luswishi River südöstlich von Solwezi, Provinz Copperbelt, Sambia (Größe: 15,5 cm × 14,9 cm × 10,3 cm)

### Physikalische Eigenschaften
Mit einer Mohshärte von etwa 6 gehören Davidite zu den mittelharten Mineralen, die sich ähnlich wie das Referenzmineral Orthoklas (Härte 6) mit einer Stahlfeile ritzen lassen.
Die Dichte schwankt je nach Zusammensetzung und Fremdbeimengungen zwischen 4,33 und 4,48 (Davidit-(La)) und 4,29 g/cm³ (Davidit-(Ce)).
Daviditkristalle sind spröde und brechen mit uneben bis schwach muschelig geformten Bruchflächen. Eine Form von Spaltbarkeit wurde nicht beobachtet. Entsprechende Daten fehlen daher.

### Radioaktivität
Davidit-(Ce) und Davidit-(La) sind durch ihren Gehalt an Uran von rund 3 % sowie Anteilen anderer radioaktiver Nuklide als stark radioaktiv eingestuft und weisen eine spezifische Aktivität von rund 5,8 kBq/g auf (zum Vergleich: natürliches Kalium 0,0312 kBq/g).
Aufgrund ihrer eigenen Radioaktivität sind Davidite meist völlig metamikt, das heißt, die innere Struktur ist im Lauf der Zeit verloren gegangen und das Material trotz der beibehaltenen, äußeren Kristallgestalt amorph. Dieser Zustand ist auch der Grund für dessen schwarze Farbe und Undurchsichtigkeit. Durch Erhitzen auf etwa 1000 °C können die Minerale jedoch rekristallisiert werden.

## Bildung und Fundorte
Davidit-(La) als häufigste Form der Minerale bildet sich primär in hochgradigen Hydrothermaladern mit hohen Gehalten an seltenen Erden unter anderem in Noriten und Anorthositen. Auch in alkalischen Gesteinen, granitischen Pegmatiten und Carbonatiten ist er zu finden. Für Davidit-(Ce) und Davidit-(Y) als nahe verwandte Minerale gelten dieselben Bildungsbedingungen. Vergesellschaftet ist Davidit unter anderem mit Albit, Allanit, Apatit, Calcit, Epidot, Euxenit, Gadolinit, Ilmenit, Magnetit, Rutil, Titanit, Thortveitit, Turmalin, Xenotim und Zirkon.
Allgemein als Davidit (ohne genauere Spezifikation) identifizierte Minerale kennt man bisher von rund 90 Fundorten weltweit. Mit einem Anteil von 30 Fundorten ist Davidit-(La) das bisher häufiger dokumentierte Mineral gegenüber nur 7 für Davidit-(Ce) dokumentierten Fundorten.
Als Typlokalität (erster Fundort) für Davidit-(La) (ehemals Davidit) gilt dabei nach wie vor das Bergwerk Radium Hill in Südaustralien. Davidit-(Ce) wurde dagegen erstmals in Mineralproben aus dem Feldspat-Steinbruch „Frikstad 03“ (Tuftane) in der Kommune Iveland in Norwegen entdeckt und beschrieben.

## Vorsichtsmaßnahmen
Aufgrund der Toxizität und der starken Radioaktivität des Minerals sollten Mineralproben nur in staub- und strahlungsdichten Behältern, vor allem aber niemals in Wohn-, Schlaf- und Arbeitsräumen aufbewahrt werden. Ebenso sollte eine Aufnahme in den Körper (Inkorporation) auf jeden Fall verhindert und zur Sicherheit direkter Körperkontakt vermieden sowie beim Umgang mit dem Mineral Mundschutz und Handschuhe getragen werden.